# Valin
Valin (Val, V) je esenciální α-aminokyselina s nepolárním postranním řetězcem. Díky svému alifatickému postrannímu řetězci se řadí mezi hydrofobní aminokyseliny, a v proteinech je jeho hlavní rolí právě tvorba hydrofobních interakcí. Jeho kodóny jsou GUU, GUC, GUA, a GUG. Má stejný sumární vzorec jako dusitan amylnatý nebo nitropentan.

## Historie
Valin poprvé popsal von Gorup-Besanez roku 1856 při zkoumání žláz s vnitřní sekrecí, v proteinech byl identifikován Schützenbergerem, který zkoumal složení albuminu. Své jméno získal podle isovalerové kyseliny, jíž je derivátem, která se hojně vyskytuje v kozlíku lékařském (Valeriana officinalis).

## Funkce a vlastnosti

### Chemické vlastnosti
Valin patří mezi hydrofobní aminokyseliny díky přítomnosti nereaktivní alifatické postranní skupiny. Má velmi podobné chemické vlastnosti jako leucin, oproti kterému je kratší o jednu methylovou skupinu, a spolu s isoleucinem tvoří skupinu aminokyselin s rozvětveným řetězcem.

### Funkce v proteinech
Valin se pro svůj hydrofobní charakter vyskytuje především zabořený uvnitř proteinů, kde zprostředkovává hydrofobní interakce. Je málo reaktivní a většinou se proto neúčastní enzymatických reakcí. Ve většině hydrofobních interakcí může být snadno nahrazen jinými hydrofobními aminokyselinami (leucinem nebo isoleucinem), ale vzhledem k tomu, že je větvený na svém β-uhlíku (podobně jako isoleucin a threonin), tedy blízko peptidické kostry, ovšem omezuje konformační volnost, nepodporuje například konformaci alfa-helix.
Význam preference valinu pro výskyt uvnitř proteinů a ne na jejich povrchu ilustruje příklad srpkovité anémie, při které je mutován gen pro beta-hemoglobin. Dochází k ní při záměně hydrofilní kyseliny glutamové na pozici 6., která leží na povrchu proteinu, za hydrofobní valin. Mutovaná forma hemoglobinu má v odkysličeném prostředí tendenci shlukovat se díky hydrofóbním interakcím mezi jednotlivými molekulami hemoglobinu, protože tím se valin na pozici 6 "schová" mezi interagující proteiny, tedy mimo přítomnost vodného prostředí, takové shlukování hemoglobinu ovšem vede k poškození červené krvinky.

### Jako doplněk stravy
Jedním z oblíbených doplňků stravy v kulturistice je směs aminokyselin s rozvětveným řetězcem (BCAA) tedy leucin:isoleucin:valin nejčastěji v poměru 2:1:1. I když hlavní efekt pro růst svalové hmoty má leucin, přidání leucinu samotného snižuje koncentraci ostatních aminokyselin s rozvětveným řetězcem v krevní plasmě, proto musí být dodávány spolu s ním. I když dodávání BCAA má v krátkodobém horizontu pozitivní účinky, doposud (k 2014) neexistují dlouhodobé studie určující dlouhodobé bezpečné a efektivní dávky.

## Chemická syntéza
Racemický valin lze syntetizovat bromací< kyseliny isovalerové, následovanou aminací
HO2CCH2CH(CH3)2 + Br2 → HO2CCHBrCH(CH3)2 + HBr
HO2CCHBrCH(CH3)2 + 2 NH3 → HO2CCH(NH2)CH(CH3)2 + NH4Br

## Zdroje
Zdrojem valinu jsou kozí sýry, rybí maso, čočka, drůbež aj.

## Metabolismus
Valin je spolu s dalšími aminokyselinami s rozvětveným řetězcem odbouráván ve svalech, tukové tkáni, ledvinách a mozku, kde slouží jako zdroj energie, a ne v játrech, jak je běžné pro ostatní aminokyseliny. Za degradaci je zodpovědný dehydrogenázový komplex 2-ketokyselin s větveným řetězcem (BCKDC), pomocí sedmi metabolických reakcí je valin přeměněn na sukcinylkoenzym A, který vstupuje do citrátového cyklu, mechanismus degradace je podobný beta-oxidaci mastných kyselin.
Při dědičné nemoci javorového sirupu (neboli leucinóze) nemá tělo funkční komplex rozkládající aminokyseliny s rozvětveným řetězcem (BCKDC), tedy i valin, takže při příjmu potravin bohatých na proteiny a při hladovění (kdy se odbourávají proteiny) se v těle hromadí toxické meziprodukty, jejichž projevem je zápach moči připomínající javorový sirup (případně karamel nebo sušené hrušky). Bez léčby je nemoc smrtelná, léčba spočívá v dietě limitující příjem proteinů, hlavně leucinu, isoleucinu a valinu.
Mezi další metabolická onemocnění s poruchou odbourávání valinu patří methylmalonová acidémie, kombinovaná malonová a methylmalonová acidurie a propionová acidémie.